# Die Königin des Weltbades
Die Königin des Weltbades ist der Titel eines deutschen Stummfilms, den Victor Janson 1926 für die Nationalfilm-Produktion des Alfred Sittarz in Berlin realisierte.

## Handlung
Der sensationelle Aufstieg der kleinen Näherin Micheline Bonnard in die ‘Große Welt’ der Lords und Fürstinnen, der Mannequins, Künstler und Spieler mit ihren Verwirrungen und Intrigen vor dem glamourösen Hintergrund des ‘Weltbades’ Baden-Baden.

## Hintergrund
Das Drehbuch schrieben Adolf Lantz und Jane Bess nach dem gleichnamigen Roman von Edward Stilgebauer. Otto Kanturek besorgte die Photographie, Produktionsleiter war Heinrich Lisson. Das Bühnenbild schuf der russischstämmige Filmarchitekt Jacek Rotmil. Der Pianist, Schlagersänger und Musikverleger Austin Egen schrieb die Filmmusik und den Hauptschlager daraus, den “Charlie-Charleston”.
Der Film lag am 9. Dezember 1926 der Berliner Zensurstelle vor. Die Uraufführung des Films fand am 10. Dezember 1926 im UFA Theater Tauentzienpalast in Berlin statt. Er wurde auch in Portugal und Frankreich gezeigt. Dort lief er unter dem Titel “La Carrière d'une midinette”. Dieser Titel fand als “Das Tagebuch einer Midinette” auch als zweiter Verleihtitel in Deutschland bzw. Österreich Verwendung. Verleihfirma war die National-Film A.G. Berlin.
Tondokument daraus: den Charlie-Charleston (Austin Egen) nahm das Orchester von Bernard Etté auf VOX Schallplatten auf.

## Rezeption
Kritiken zu "Die Königin des Weltbades" erschienen in:
- "Illustrierter Film-Kurier" (Deutschland), "Film-Kurier" G.m.b.H. (Verlag Alfred Weiner, G.m.b.H. Berlin W 9), Heft 548, 1926, S. 8 ("Die Königin des Weltbades")
- "Le Film Complet du Dimanche" (Paris, France), Le Film Complet, Vol. 7, Iss. 578, 4. November 1928, S. 16 ("La Carrière d'une midinette", V. Martin)
- In der Zeitschrift ‘Deutsche Filmwoche’ 1926, Nr. 51 wird Imogene Robertson[3] in "Die Königin des Weltbades" auf dem Titel gezeigt; sie nimmt hier die Pose ein, die auch auf dem Kinoplakat von Margit Doppler[4] aus dem Atelier Trio [Plakat Franz Adametz] verwendet wurde (ÖNB Inventarnummer PLA16301337). Auf dem Plakat wird „Die Königin des Weltbades“ als „Der Film der schönsten Frau“ angepriesen.